# 谷崎すずな
谷崎 すずな（たにざき すずな）は、日本のフリーアナウンサーである。

## 経歴
福岡県那珂川市出身。福岡大学商学部貿易学科卒業。
福岡アナウンススクールを経て、NHK熊本放送局の契約キャスターとなる。自身が企画・制作したリポートで「NHK全国キャスターリポート大賞」 を受賞。
2018年4月からNHK仙台放送局の契約キャスターとなり、『ウイークエンド東北』のキャスターを務める。2020年3月28日放送分をもって卒業した。
2020年4月からRKB毎日放送で活動。

## 人物
- 趣味は、クラシックバレエ、ヨガ、アウトドア、ランニング、日本酒、スイーツ
- 2時の母。

## 過去の出演番組
NHK熊本放送局時代（2013年度 - 2017年度）
- 熊本県のニュース
- テレメッセくまもと（2013年4月8日 - 2017年3月）
- クマロク!（2017年4月3日 - 2018年3月30日、アンカー）

NHK仙台放送局時代（2018年度 - 2019年度）
- 宮城県・東北地方のニュース
- ウイークエンド東北（2018年4月 - 2020年3月28日）